# Olena Jurkovska

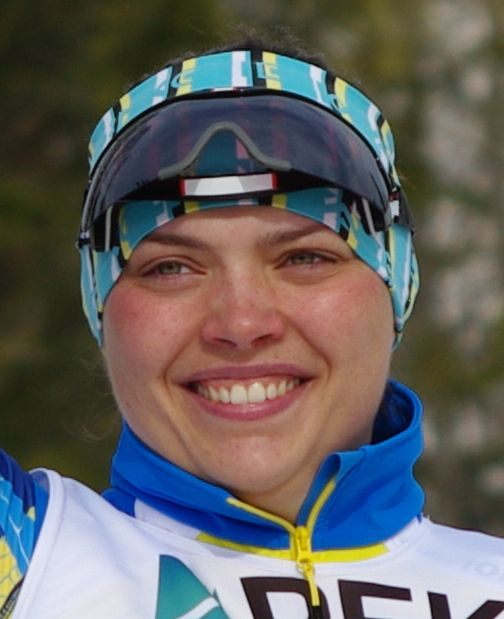
Jurkovska i Sotji.

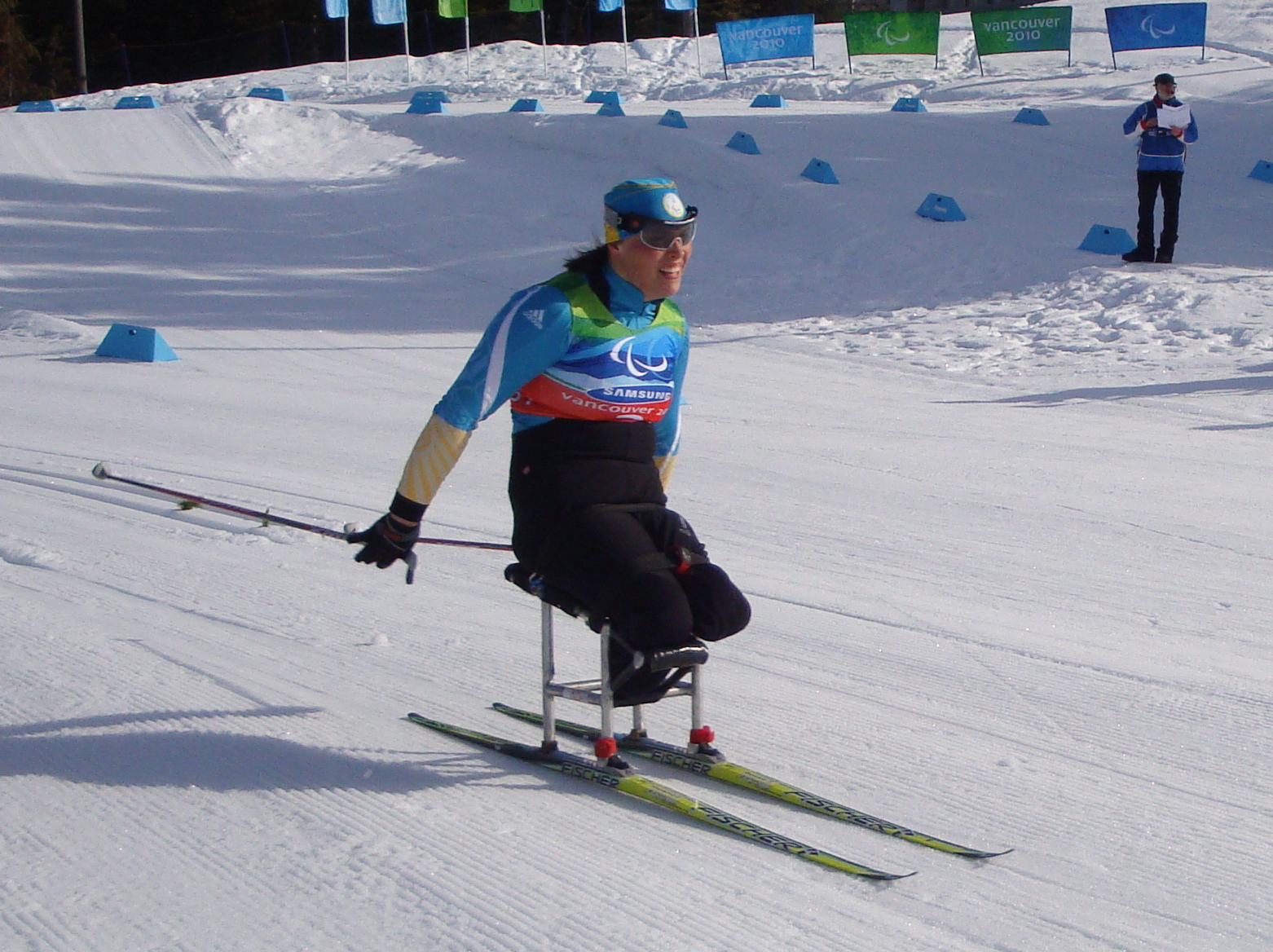
Olena Jurkovska vid paralympics 2010

Olena Jurijivna Jurkovska (ukrainska: Олена Юріївна Юрковська), född 27 september 1983 i Kolomyia, Ivano-Frankivsk oblast, Ukrainska SSR, Sovjetunionen, är en ukrainsk handikappidrottare som i första hand tävlar i längdåkning och skidskytte, men hon har även spelat i ukrainska landslaget i sittande volleyboll. Hon var Ukrainas flaggbärare vid invigningen av Paralympiska vinterspelen 2010 i Vancouver.

## Meriter[2]
Paralympiska vinterspelen 2006
- Guld i skidskytte 10 km sittande
- Guld i skidskytte 7,5 km sittande
- Guld i längdskidåkning 2,5 km sittande
- Guld i längdskidåkning 5 km sittande
- Brons i längdskidåkning stafett 3x2,5 km

Paralympiska vinterspelen 2010
- Guld i skidskytte 2,4 km sittande
- Silver i längdskidåkning 1 km sittande
- Silver i skidskytte 10 km sittande
- Silver i skidskytte stafett 3x2,5km sittande
- Brons i längdskidåkning 10 km sittande

Paralympiska vinterspelen 2014
- Silver i längdskidåkning stafett 4x2,5 km
- Brons i längdskidåkning 6 km sittande
- Brons i längdskidåkning 12,5 km sittande